# STS-56
STS-56 — 54-й полёт космического корабля Спейс шаттл, шестнадцатый полёт шаттла «Дискавери». Старт состоялся 8 апреля, причём это восьмой ночной старт шаттла, посадка была совершена 17 апреля 1993 года. В ходе миссии экипаж провёл ряд атмосферных исследований и наблюдений за Солнцем.

## Экипаж
- (НАСА): Кеннет Камерон (Kenneth D. Cameron) (2)[3] — командир;
- (НАСА): Стивен Освальд (Stephen S. Oswald) (2) — пилот;
- (НАСА): Майкл Фоул (C. Michael Foale) (2) — специалист полёта 1;
- (НАСА): Кеннет Кокрелл (Kenneth D. Cockrell) (1) — специалист полёта 2;
- (НАСА): Эллен Очоа (Ellen Ochoa) (1) — специалист полёта 3.

Эллен Очоа стала первой испаноязычной американкой в космосе.

## Описание полёта
Полёт был посвящён изучению озонового слоя атмосферы над северным полушарием с помощью лаборатории ATLAS-2. Её название является акронимом от Atmospheric Laboratory for Applications and Science (Лаборатория для фундаментальных и прикладных исследований атмосферы).
ATLAS-2 предназначена для сбора данных о взаимосвязи между выходом солнечной энергии и средними слоями атмосферы Земли. Она включала в себя шесть приборов, установленных на секции «Спейслэб» в грузовом отсеке и седьмой на стене отсека:
- ATMOS — спектроскопия следов атмосферных молекул;
- MAS — миллиметровый атмосферный зонд;
- SSBUV/A — ультрафиолетовый спектрометр (на стене грузового отсека);
- SOLSPEC — измерение солнечного спектра;
- SUSIM — мониторинг ультрафиолетового излучения Солнца;
- ACR — активный резонансный радиометр;
- SOLCON — измерение солнечной постоянной;

Также экипаж шаттла вывел на орбиту научно-исследовательский спутник SPARTAN (англ. Shuttle Pointed Autonomous Research Tool for Astronomy) для наблюдения солнечной короны. После двух суток автоматической работы аппарата, он был захвачен манипулятором шаттла и возвращён в грузовой отсек «Дискавери».
Во время полёта STS-56 астронавтам «Дискавери» впервые удалось связаться с орбитальной станцией «Мир» с помощью радиолюбительских средств связи.

## Эмблема
Разработанная членами экипажа, изображение миссии из кабины шаттла. В отсеке полезной нагрузки видно оборудование ATLAS-2, SSBUV и SPARTAN. Так как научные исследования на лаборатории ATLAS-2 проводятся по программе «Миссия к планете Земля», на эмблеме присутствует изображении планеты Земля. Вверху помещены стилизованное изображение атмосферы в виде цветного спектра и Солнца в виде двухцветной короны. Имена командира и пилота размещены на фоне Земли, остальных астронавтов — на фоне космоса.

## Галерея

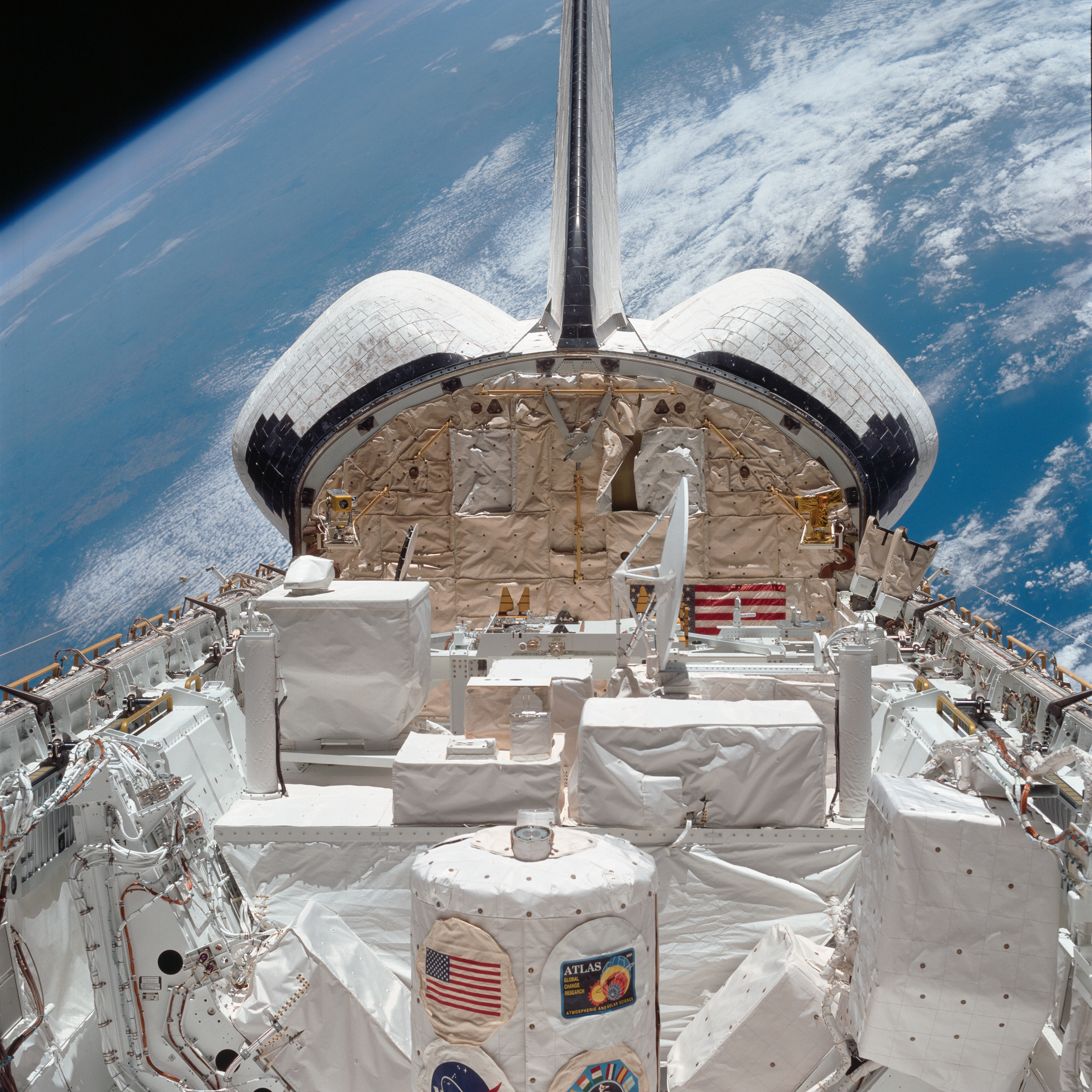
Вид на грузовой отсек шаттла с приборами лаборатории ATLAS-2
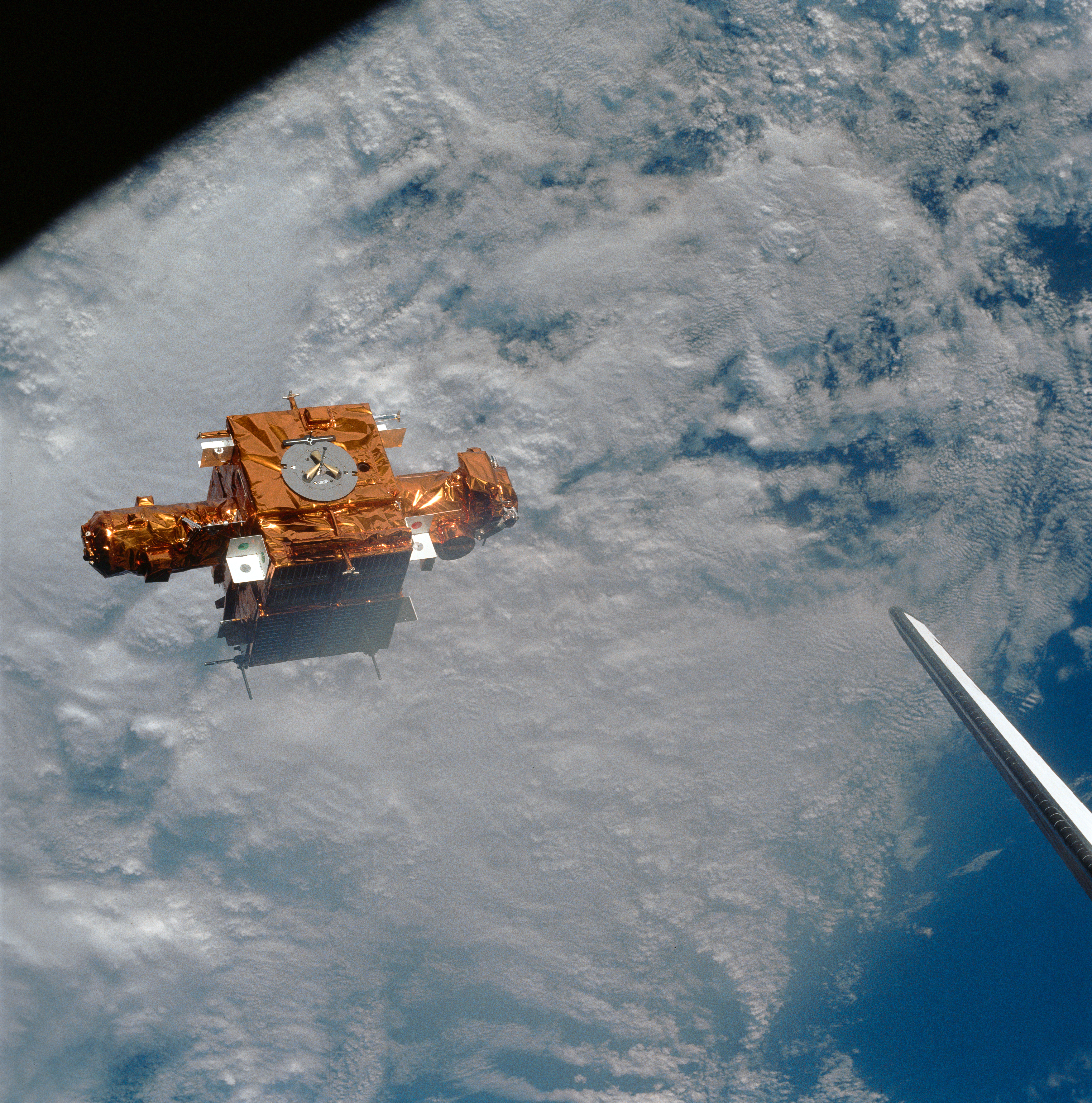
Запуск спутника SPARTAN
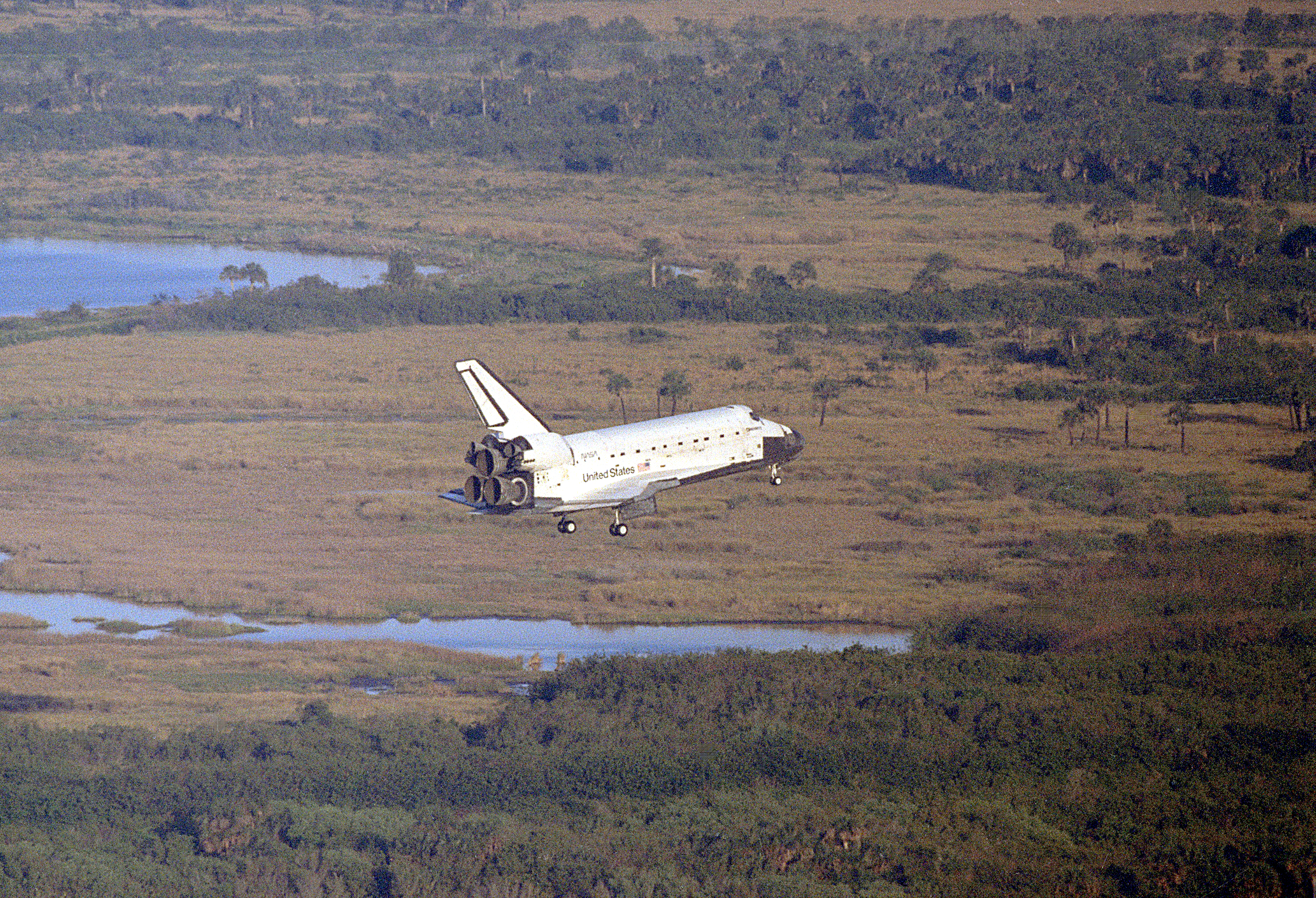
Окончание миссии STS-56: посадка шаттла на КЦ Кеннеди